# Anàlisi tècnica
En el camp de les finances, l'anàlisi tècnica és una metodologia d'anàlisi per a predir la direcció dels preus mitjançant l'estudi de les dades històriques del mercat, principalment el preu i el volum. L'economia del comportament i l'anàlisi quantitativa utilitzen moltes de les mateixes eines d'anàlisi tècnica que, en ser un aspecte de la gestió activa, contradiu gran part de la teoria moderna de carteres. L'eficàcia de l'anàlisi tant tècnica com fonamental es discuteix per la hipòtesi dels mercats eficients, que pretén que els preus borsaris són essencialment imprevisibles i la investigació sobre l'anàlisi tècnica ha produït resultats mixtos.

## Història

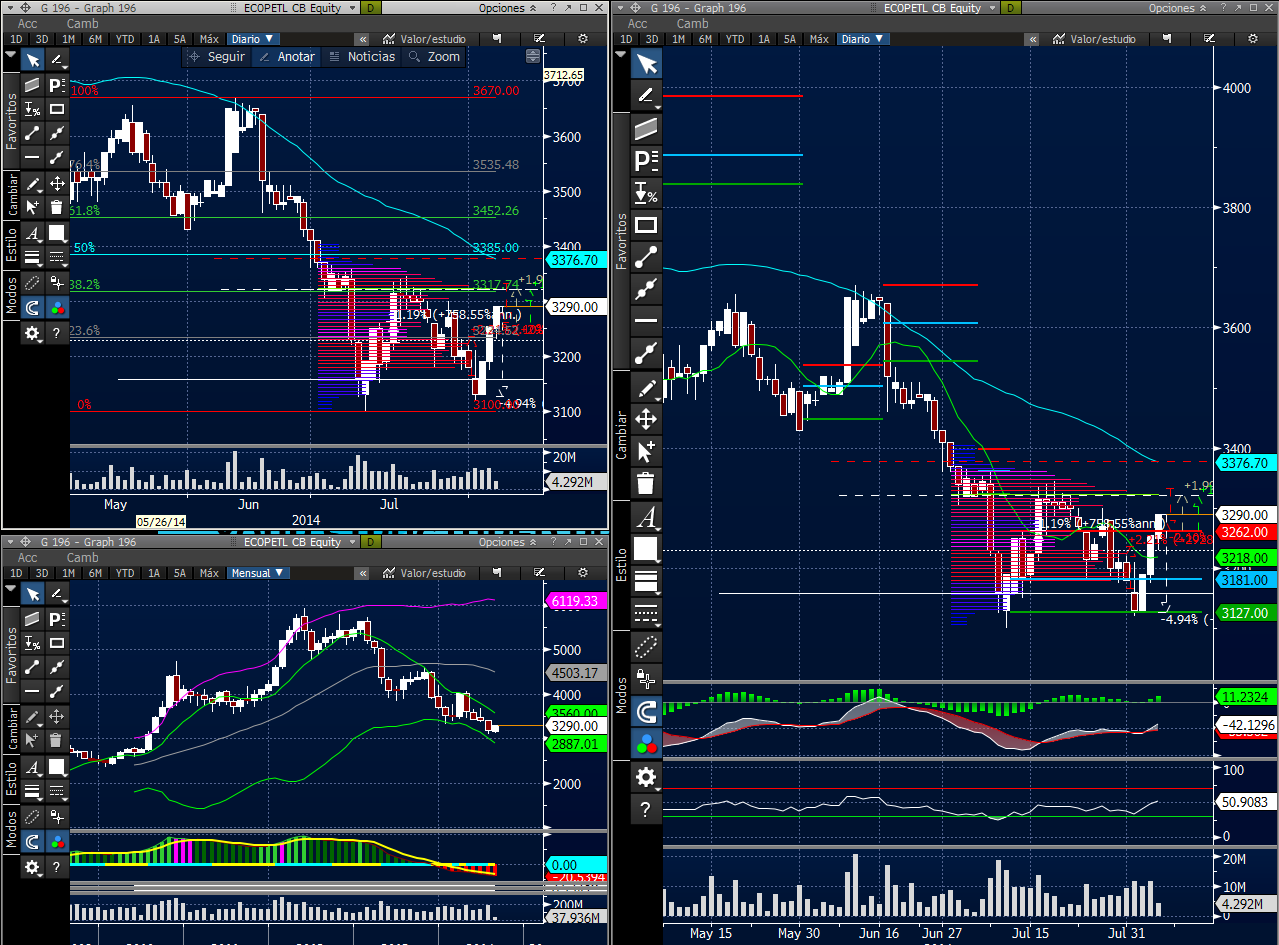
Diverses gràfiques d'una acció

Els principis de l'anàlisi tècnica es deriven de centenars d'anys de dades del mercat financer. Alguns aspectes de l'anàlisi tècnica van començar a aparèixer als comptes de Joseph de la Vega, un comerciant amb seu a Amsterdam, sobre els mercats financers neerlandesos al segle xvii. A Àsia, es diu que l'anàlisi tècnica és un mètode desenvolupat per Homma Munehisa a principi del segle xviii que va evolucionar cap a l'ús de tècniques d'espelmes (candlestick techniques), i actualment és una eina de traçat d'anàlisi tècnica. Als anys vint i trenta, Richard W. Schabacker va publicar diversos llibres que van continuar la tasca de Charles Dow i William Peter Hamilton als seus llibres "Teoria i pràctica del mercat de valors" i "Anàlisi tècnica del mercat". El 1948, Robert D. Edwards i John Magee van publicar Anàlisi tècnica de les tendències de les existències, que és considerat com un dels treballs fonamentals de la disciplina. Es preocupa exclusivament per l'anàlisi de tendències i els patrons de gràfics i es manté en ús fins al present. Les primeres anàlisis tècniques eren gairebé exclusivament l'anàlisi de gràfics perquè la potència de processament dels ordinadors no estava disponible per al grau modern d'anàlisi estadística. Segons els informes, Charles Dow va originar una forma d'anàlisi gràfic de punts i figures. Amb l'aparició de les finances conductuals com a disciplina separada en economia, Paul V. Azzopardi va combinar l'anàlisi tècnica amb les finances conductuals i va encunyar el terme "Anàlisi tècnica del comportament".
La teoria de Dow es basa en els escrits recopilats del cofundador i editor de Dow Jones, Charles Dow, i va inspirar l'ús i el desenvolupament de l'anàlisi tècnica moderna a finals del segle xix. Altres pioners de les tècniques d'anàlisi inclouen Ralph Nelson Elliott, William Delbert Gann i Richard Wyckoff que van desenvolupar les seves tècniques respectives a principis del segle xx. En les darreres dècades s'han desenvolupat i millorat eines i teories més tècniques, amb un èmfasi creixent en les tècniques assistides per ordinador que utilitzen programes informàtics específics.

## Descripció general
Els analistes fonamentals examinen els guanys, dividends, actius, ràtios, nous productes, la qualitat, la investigació i similars. Els analistes tècnics també utilitzen molts mètodes, eines i tècniques, un dels quals és l'ús de gràfics. Mitjançant gràfics, els analistes tècnics intenten identificar els patrons de preus i la tendència del mercat dels mercats financers i intenten explotar aquests patrons.
Els tècnics que utilitzen gràfics cerquen patrons de gràfics de preus arquetípics, com ara el conegut cap i espatlles (head and shoulders) o patrons de reversió doble superior/inferior (double top/bottom), estudien indicadors tècnics, mitjanes mòbils i cerquen formes com línies de suport, resistència, canals i formacions com patrons de banderes, banderoles, dies d'equilibri i patrons de tassa i mànec (cup and handle).
Els analistes tècnics fan servir indicadors de mercat de molts tipus, alguns dels quals són transformacions matemàtiques del preu, que sovint inclouen volum ascendent i descendent, avançar o rebutjar dades i altres entrades. Aquests indicadors s'utilitzen per ajudar a avaluar si un actiu està en tendència i, si és així, la probabilitat de la direcció i continuïtat d'aquesta tendència. Els tècnics també cerquen relacions entre els índexs de preu/volum i els indicadors de mercat. Alguns exemples inclouen la mitjana mòbil, l'índex de força relativa (RSI, de Relative Strength Index) i el MACD (Moving Average Convergence Divergence). Altres vies d'estudi inclouen correlacions entre canvis en les opcions (volatilitat implícita) i les proporcions de put / call amb el preu. També són importants els indicadors de sentiment com les ràtios put / call i bull / bear, interés curt, volatilitat implícita, etc.
Hi ha moltes tècniques en l'anàlisi tècnica. Els partidaris de diferents tècniques (per exemple: anàlisi d'espelmes, la forma més antiga d'anàlisi tècnica desenvolupada per un comerciant de cereals japonès; harmònics; teoria Dow i teoria de les ones d'Elliott) poden ignorar els altres enfocaments, però molts operadors combinen elements de més d'una tècnica. Alguns analistes tècnics utilitzen un judici subjectiu per decidir quin(s) patron(s) reflecteix un instrument concret en un moment determinat i quina ha de ser la interpretació d'aquest patró. Altres utilitzen un enfocament estrictament mecànic o sistemàtic per a la identificació i interpretació de patrons.
Contrastant amb l'anàlisi tècnica hi ha l'anàlisi fonamental, l'estudi dels factors econòmics que influeixen en la manera que els inversors fixen els preus als mercats financers. L'anàlisi tècnica sosté que els preus ja reflecteixen tots els factors fonamentals subjacents. Els indicadors tècnics han de descobrir les tendències, tot i que ni els indicadors tècnics ni els fonamentals són perfectes. Alguns operadors utilitzen exclusivament anàlisis tècniques o fonamentals, mentre que altres utilitzen els dos tipus per prendre les seves decisions.

## Característiques
L'anàlisi tècnica utilitza models i regles de negociació basades en transformacions de preus i volums, com ara l'índex de força relativa (RSI), mitjanes mòbils, regressions, correlacions de preus entre mercats, cicles empresarials, cicles borsaris o, clàssicament, mitjançant el reconeixement de patrons de gràfics.
L'anàlisi tècnica contrasta amb l'enfocament de l'anàlisi fonamental de l'anàlisi de valors. L'anàlisi tècnica analitza el preu, el volum, la psicologia, el flux monetari i altra informació del mercat, mentre que l'anàlisi fonamental analitza els fets de l'empresa, el mercat, la divisa o el producte bàsic. La majoria de grans institucions financeres solen tenir tant un equip d'anàlisi tècnica com d'anàlisi fonamental.
Als anys seixanta i setanta va ser àmpliament rebutjada pels acadèmics. En una revisió recent, Irwin i Park van informar que 56 de 95 estudis moderns van trobar que produeix resultats positius, però van assenyalar que molts dels resultats positius eren dubtosos per qüestions com espionatge de dades, de manera que les proves que donaven suport a l'anàlisi tècnica no eren concloents; molts acadèmics encara el consideren pseudociència. Acadèmics com Eugene Fama diuen que l'evidència de l'anàlisi tècnica és escassa i és incompatible amb la versió dèbil de la hipòtesi dels mercats eficients. Els usuaris sostenen que fins i tot si l'anàlisi tècnica no pot predir el futur, ajuda a identificar les tendències i oportunitats de negociació.

## Principis

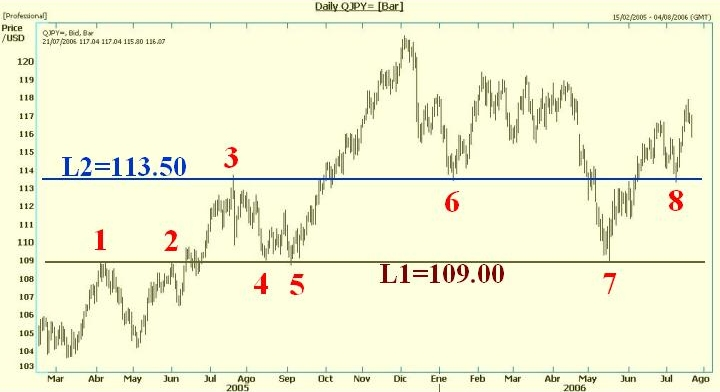
Gràfic de valors que mostra els nivells de suport (4,5,6, 7 i 8) i resistència (1, 2 i 3); els nivells de resistència tendeixen a convertir-se en nivells de suport i viceversa.

Un principi bàsic de l'anàlisi tècnica és que el preu del mercat reflecteix tota la informació rellevant que afecta aquest mercat. Per tant, un analista tècnic analitza la història del patró de negociació de valors o mercaderies en lloc de factors externs com ara esdeveniments econòmics, fonamentals i informatius. Es creu que el moviment de preus tendeix a repetir-se a causa del comportament col·lectiu i modelat dels inversors. Per tant, l'anàlisi tècnica se centra en les tendències i les condicions de preus identificables.

### Els preus de mercat ho descompten tot
Partint de la premissa que els preus ja reflecteixen tota la informació rellevant, els analistes tècnics creuen que és important entendre què opinen els inversors d'aquesta informació, coneguda i percebuda.

### Els preus es mouen en tendències
Els analistes tècnics creuen que els preus evolucionen de manera direccional, és a dir, cap amunt, cap avall o cap als costats (plans) o alguna combinació. La definició bàsica d'una tendència de preus va ser proposada originalment per la teoria Dow.
Un exemple d'acció que tenia una tendència aparent era AOL des del novembre del 2001 fins a l'agost del 2002. Un analista tècnic o seguidor de tendències que reconegués aquesta tendència cercaria oportunitats per vendre aquest valor. AOL baixava constantment el preu. Cada vegada que augmentaven les accions, els venedors entraven al mercat i venien les accions; d'aquí el moviment "zig-zag" en el preu. La sèrie de "màxims inferiors" i "mínims inferiors" és un signe revelador d'una acció en una tendència a la baixa. En altres paraules, cada vegada que les accions baixaven, baixaven per sota del seu preu relatiu anterior. Cada vegada que les accions pujaven, no podien arribar al nivell del seu preu anterior.
Tingueu en compte que la seqüència de mínims i mínims inferiors no va començar fins a l'agost. Aleshores, AOL fa un preu baix que no perfora el mínim relatiu establert a principis de mes. Més endavant, el mateix mes, l'acció fa un màxim relatiu igual al màxim relatiu més recent. En aquest sentit, un tècnic veu forts indicis que la tendència a la baixa almenys es deté i possiblement finalitza, i probablement deixaria de vendre activament les accions en aquest moment.

### La història tendeix a repetir-se
Els analistes tècnics creuen que els inversors repeteixen col·lectivament el comportament dels inversors que els han precedit. Per a un tècnic, les emocions del mercat poden ser irracionals, però existeixen. Com que el comportament dels inversors es repeteix tan sovint, els tècnics creuen que els patrons de preus reconeixibles (i previsibles) es desenvoluparan en un gràfic. El reconeixement d'aquests patrons pot permetre al tècnic seleccionar operacions que tinguin una probabilitat més alta d'èxit.
L'anàlisi tècnica no es limita al gràfic, sinó que sempre té en compte les tendències de preus. Per exemple, molts tècnics supervisen les enquestes sobre el sentiment dels inversors. Aquestes enquestes mesuren l'actitud dels participants del mercat, específicament si són baixistes o alcistes. Els tècnics utilitzen aquestes enquestes per ajudar a determinar si una tendència continuarà o si es podria produir una reversió; és més probable que preveguin un canvi quan les enquestes informin del sentiment extrem dels inversors. Les enquestes que mostren una tendència alcista aclaparadora, per exemple, són proves que una tendència alcista pot revertir; la premissa és que si la majoria dels inversors són alcistes, ja han comprat el mercat (anticipant preus més alts). I com que la majoria dels inversors "són" alcistes i estan invertits, se suposa que queden pocs compradors. Això deixa més venedors potencials que compradors, malgrat el sentiment alcista. Això suggereix que els preus tendiran a la baixa i és un exemple d'inversió contrària.

## Anàlisi tècnica vs anàlisi fonamental
El primer principi d'anàlisi tècnica diu que qualsevol esdeveniment que pugui afectar l'acció de mercat està descomptat en el preu de manera ponderada. Per tant, sosté que no és necessari conèixer els fonamentals o notícies que provoquen el preu de l'acció: n'hi ha prou amb analitzar les gràfiques. De fet, els analistes tècnics puristes insisteixen en aïllar-se de la informació fonamental, argumentant que ja que és humanament impossible assabentar-se de totes les notícies i analitzar-les adequadament, el coneixement parcial d'aquestes pot portar-los a prendre decisions equivocades.
Mentre que l'anàlisi tècnica es concentra en l'estudi de l'acció de mercat, l'anàlisi fonamental s'enfoca en les forces econòmiques de l'oferta i la demanda que porten al preu a pujar, baixar o romandre sense canvis.
Ambdós enfocaments pretenen resoldre el mateix problema: predir el sentit que el preu podria tenir en el futur. Simplement, tenen un enfocament diferent. Mentre que els analistes fonamentals estudien les causes del moviment, els analistes tècnics n'estudien les conseqüències.
La majoria dels operadors de mercats es classifiquen com a fonamentals o tècnics, encara que a la realitat tendeixen a coincidir en un gran terreny comú. El problema és que les gràfiques i els fonamentals freqüentment semblen contraposar-se. Algunes vegades, al principi de canvis importants en les tendències, els fonamentals no semblen poder explicar el que el mercat fa. En aquests moments és quan tots dos enfocaments es distancien i es contradiuen més. A mesura que el moviment en el preu es desenvolupa, l'enfocament tècnic i el fonamental tendeixen a convergir novament.
Una possible explicació és que el preu del mercat tendeix a portar la davantera als fonamentals coneguts. Mentre que els fonamentals que ja s'han donat a conèixer han estat descomptats en el preu, el mercat comença a descomptar aquells fonamentals que encara no són de domini públic. Freqüentment els grans canvis de tendència comencen amb molt poques notícies que els donin suport. Però en el moment en què els fonamentals confirmen el canvi de tendència, el moviment ja ha avançat considerablement.
L'analista tècnic es considera en avantatge respecte de l'analista fonamental, ja que d'acord amb els principis d'anàlisi tècnica, a l'estudiar el preu de l'acció indirectament s'estan estudiant els fonamentals. En canvi, estudiar els fonamentals de l'empresa no permet necessàriament analitzar el preu de l'acció. Sosté que mentre que és possible operar en base únicament a l'anàlisi tècnica, és impossible operar en base només a qüestions fonamentals, sense recórrer en algun moment a l'ús de gràfiques.

## Rang d'aplicació
Una de les grans fortaleses de l'anàlisi tècnica rau en el fet que es pot adaptar a qualsevol instrument financer en qualsevol període. No hi ha cap àrea dins dels mercats financers en els quals els principis d'anàlisi tècnica no siguin aplicables. L'analista tècnic pot seguir simultàniament tants mercats com desitgi, aplicant els mateixos principis amb adaptacions menors d'acord al comportament específic de cada mercat. Igualment, la teoria s'aplica pràcticament de la mateixa manera per a qualsevol gràfica, tant de molt llarg termini (mensual o semestral) com les gràfiques intradia (minuts o hores).

## Termes i indicadors gràfics

### Conceptes
- Interval vertader mitjà (Average true range): rang de negociació diari mitjà, ajustat a les diferències de preus.
- Breakout: concepte pel qual els preus penetren amb força en una àrea d'anterior suport o resistència i normalment, però no sempre, acompanyat d'un augment de volum.
- Patró de gràfic: patró distintiu creat pel moviment dels preus de valors o matèries primeres en un gràfic.
- Cicles: objectius de temps per al canvi potencial en el preu (el preu només es mou cap amunt, cap avall o lateralment).
- Rebot de gat mort (Dead cat bounce): el fenomen pel qual un descens espectacular del preu de les accions és seguit immediatament d'un augment moderat i temporal abans de reprendre el seu moviment descendent.
- Principi de l'ona Elliott (Elliott wave principle) i la proporció àuria (golden ratio) per calcular moviments i retrocessos de preus successius.
- Ràtio de Fibonacci: utilitzat com a guia per determinar el suport i la resistència.
- Momentum: la taxa de canvi del preu.
- Anàlisi de punts i figures: un enfocament analític basat en preus que utilitza filtres numèrics que poden incorporar referències de temps, tot i que té una estructura que ignora completament el temps.
- Resistència: un nivell de preu que pot provocar un augment net de l'activitat de venda.
- Suport: un nivell de preu que pot provocar un augment net de l'activitat de compra.
- Tendència: el fenomen pel qual el moviment de preus tendeix a persistir en una direcció durant un període ampliat.

### Tipus de gràfics
- Gràfic d'espelmes (Candlestick chart): d'origen japonès i similar a OHLC, les espelmes s'eixamplen i omplen l'interval entre els preus d'obertura i tancament per emfatitzar la relació obertura/tancament. A Occident, sovint els cossos de les espelmes negres o vermelles representen un tancament inferior a l'obertura, mentre que les espelmes blanques, verdes o blaves representen un tancament superior al preu d'obertura.
- Gràfic de línies: connecta els valors de preu de tancament amb segments de línia. També es pot dibuixar el gràfic de línies usant el preu màxim, mínim o d'obertura.
- Gràfic obertura-màxim-mínim-tancament (OHLC, Open-high-low-close chart): també conegut com a gràfic de barres, representa l'interval entre els preus màxim i mínim d'un període de negociació com un segment de línia vertical en el període de negociació, i els preus d'obertura i tancament amb marques horitzontals a la línia d'interval, normalment una marca a l'esquerra per al preu d'obertura i una marca a la dreta per al preu de tancament.
- Diagrama de punts i figures: un gràfic que utilitza filtres numèrics amb només referències temporals i que s'estructura tot ignorant el temps.

### Capes
Les capes generalment se superposen al gràfic principal de preus.
- Bandes de Bollinger: un interval de volatilitat de preus.
- Canal: un parell de línies de tendència paral·leles.
- Ichimoku kinko hyo: un sistema basat en la mitjana mòbil que té en compte el temps i el punt mitjà entre el màxim i el mínim d'una espelma (candle).
- Mitjana mòbil: una mitjana durant una finestra de temps anterior i posterior a un punt de temps determinat que es repeteix en cada punt de temps del gràfic donat. Es pot considerar com una mena de línia de tendència dinàmica.
- SAR parabòlic (Parabolic SAR): Segueix la tendència (endarrerit) i es pot utilitzar per establir un stop loss final o determinar els punts d'entrada o sortida segons els preus, que tendeixen a mantenir-se dins d'una corba parabòlica durant una tendència forta.
- Punt de pivot (Pivot point): derivat calculant la mitjana numèrica del preu màxim, el preu mínim i el preu de tancament d'una divisa o d'un valor concret.
- Resistència: un nivell de preu que pot actuar com un límit superior al preu.
- Assistència: un nivell de preu que pot actuar com un sòl (límit inferior) al preu.
- Línia de tendència: una línia inclinada descrita per almenys dos pics o dues valls.
- Zig Zag: aquest gràfic mostra els moviments de preus filtrats que superen un percentatge determinat.

### Indicadors d'amplada
Aquests indicadors es basen en estadístiques derivades del mercat ampli.
- Línia d'avanç-declivi: un indicador popular d'amplitud del mercat.
- McClellan Oscillator: un popular indicador de forma tancada d'amplitud.
- McClellan Summation Index: un popular indicador de forma oberta d'amplitud.

### Indicadors basats en els preus
Aquests indicadors es mostren generalment per sota o per sobre del gràfic de preus principal.
- Índex direccional mitjà (Average directional índex): indicador àmpliament utilitzat de força de tendència.
- Índex de canals de productes bàsics (Commodity channel index): identifica les tendències cícliques.
- MACD (Moving average convergence divergence): mitjana mòbil de convergència/divergència.
- Momentum: taxa de canvi de preu.
- Índex de força relativa (RSI, Relative strength index): oscil·lador que mostra la força del preu.
- Índex de vigor relatiu (RVI, Relative vigor index): mesura la convicció d'un moviment de preus recent i la probabilitat que continuï.
- Oscil·lador estocàstic (Stochastic oscillator): posició propera dins del rang de negociació recent.
- Trix: oscil·lador que mostra el pendent d'una mitjana mòbil exponencial triple suavitzada.
- Indicador de vòrtex (Vortex indicator): indicador utilitzat per identificar l'existència, la continuació, l'inici o el final de tendències.

### Indicadors basats en el volum
- Índex d'acumulació / distribució (Acumulation/Distribution index): basat en el tancament dins del rang del dia.
- Índex de flux monetari (Money flow index): quantitat de valors negociats els dies en què va pujar el preu.
- Volum en balanç (On-balance volume): l'impuls de la compra i venda d'accions.

### Negociació amb més d'un indicador
- MACD i Índex direccional mitjà
- MACD i Super Trend
- MACD i Mitjana mòbil
- MACD i RSI
- MACD i mitjanes mòbils